# اژدها (سرزمین میانه)

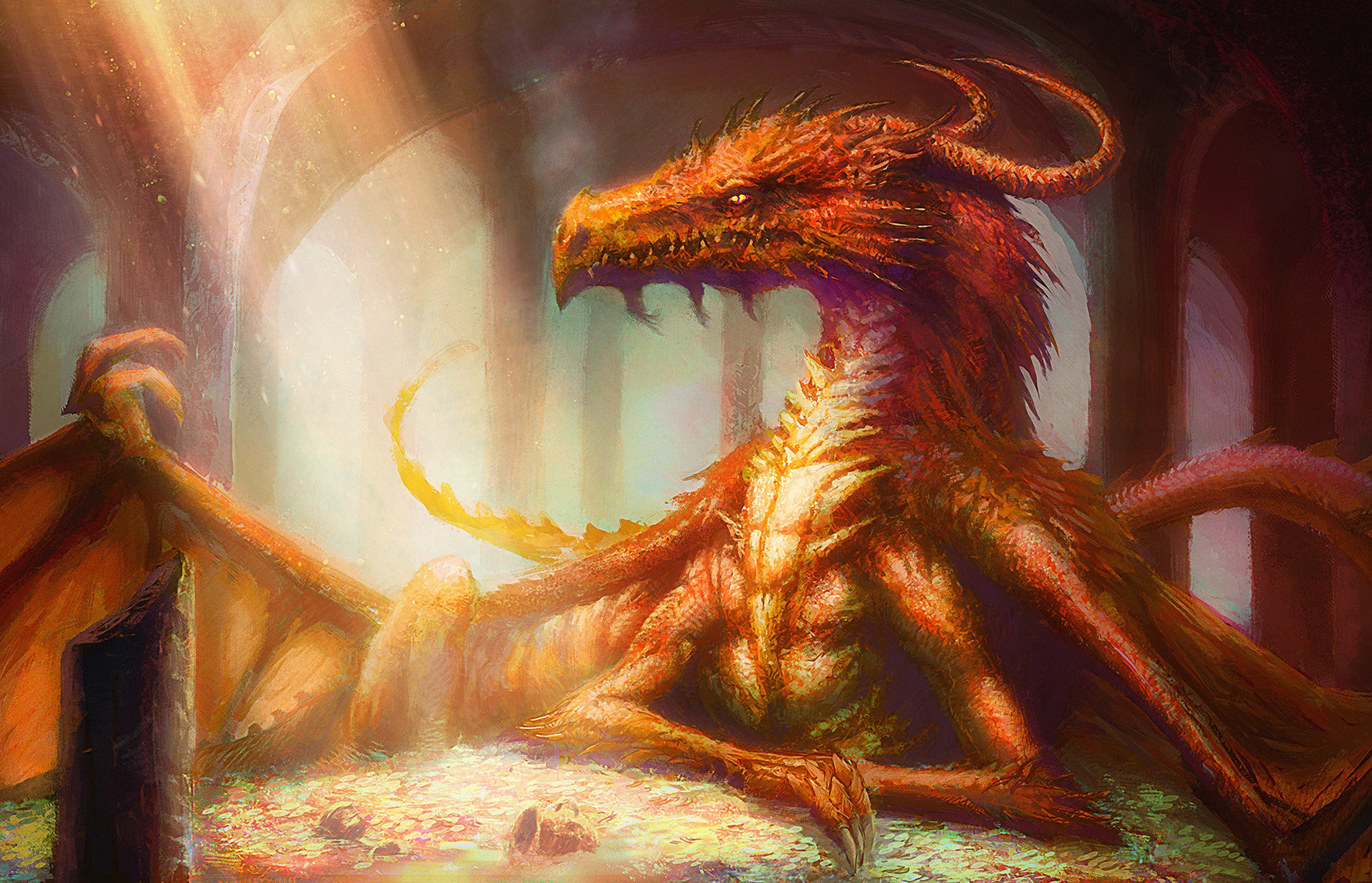
نقاشی اسماگ اثر هنرمند طرفدار دیوید دومره

اژدها در داستان‌های جی. آر. آر. تالکین موجودی است که شباهت زیادی به اژدها در افسانه‌های اروپایی دارد. نخستین اژدها به نام گلائرونگ در دوران اول دیده شد.
اورا پدراژدهایان می نامند ونام دیگر این نژاد کرم های مورگوت است.
از نحوه‌ی خلقت آن ها چیزی گفته نشده است اما به یقین مخلوق مورگوت نیستند چرا که آینور توانایی آفرینش موجودات هوشمند و باشعور را ندارند.
تالکین اژدها را به چندین نژاد تقسیم کرده مانند
1. اژدهایان آتشین مانند انکالاگون و اسماگ
2. اژدهایان یخی

## ویژگی‌ها
اژدهایان می‌توانند به تنهایی تولید مثل کنند، همهٔ آن‌ها علاقهٔ خاصی به گوهرها به ویژه طلا دارند، باهوش و به شدت فریبکارند و نیروی بدنی بالایی دارند و از قدرت هیپنوتیزم که در داستان به آن «طلسم اژدها» گفته می‌شود، برخوردارند. 
اژدهایان موجوداتی هوشمند و زیرکند و معمولا علاقه ی خاصی به حل معما دارند.
چنانچه احتمالا گلائرونگ از سوی ملکور اعزام شد تا سرنوشت خاندان هورین را رقم بزند!
آتش اژدهایان آنقدر داغ نیست که بتواند حلقه‌های قدرت به ویژه حلقهٔ یگانه را ذوب کند اما به جایش بطور مثال اسماگ در جنگ با کوتوله‌ها، بسیاری از دورف های اره‌بور که اغلب از خاندان دورین بودند را میکشد.  و احتمالاً در این موقع است که حلقه‌های کوتوله‌ها گم می‌شوند (بلعیده می‌شوند).

## اژدهایان معروف

### اسکاتا
اسکاتا که یکی از اژدهایان بزرگ بود معروف به «کِرمِ دراز»، از کوه‌های خاکستری آمده بود. اطلاعات زیادی دربارهٔ او در دسترس نیست تنها اینکه فردی به نام فرام(Fram) از نژاد ائوتئود آن را کشت.
پس از کشتن اسکاتا توسط فرام، مالکیت گنج‌های پنهان اژدها میان فرام و کوتوله‌های آن ناحیه باعث اختلاف شد. فرام یکی از دندان‌های اسکاتا را برای کوتوله‌ها فرستاد و گفت:
گوهرهایی مانند این، با گنج‌های شما همخوانی ندارد چون چنین گوهری به سختی یافت می‌شود.
فرستادن این پیام منجر به مرگ او شد.
ساکنان ائوتئود بخشی از گنج‌های اژدها را بدست آوردند و با خود به جنوب در سرزمینی بردند که بعدها روهان نامیده شد. شیپوری که ائووین پس از جنگ حلقه به مری داد قسمتی از همین گنج‌ها بود.

### انکالاگون
انکالاگون یکی دیگر از اژدهایان برتر است که در جنگ خشم بود مورگوت ان را به عنوان سلاح مخفی خود می‌دانست آنکالاگون نیز در جنگ به اورک‌ها کمک کرد اما سر انجام ancalagon (آنکالاگون) توست ائارندیل کشته شد

### گلورونگ
گلورونگ اولین اژدها یکی از برترین فرماندهان مورگوت بود او را به نام پدر اژدهایان می‌شناختند او در جنگ‌های زیادی شرکت کرده‌است افراد زیادی کشته‌است سرانجام بدست تورین ترامبار کشته شد

## نژادها

### اژدهایان آتشین
این اژدهایان قوی تر از دیگر نژادها (اژدهایان یخی) است این اژدهایان ابتدا بال نداشتند اما بعد تکامل یافته و بالدار شدند تالکین در بعضی از قسمت‌های سیلماریلیون اشاره به پدر اژدهایان آتشین یعنی گلورونگ کرده او در دوره نخست بوده و به دست تورین ترامبار (پسر هورین) کشته شد این نژاد در دورهٔ نخست عصر باشکوهی داشتند اما با سقوط مورگوت بیشتر آن‌ها از بین رفتند از این اژدها می‌توان به اسماگ و انکالاگون نام برد

### اژدهایان یخی
اژدهایان یخی اژدهایانی هستند که نمی‌توانند آتش پرتاب کنند مورگوت از اژدهایان یخی در دورهٔ نخست استفاده می‌کرد بعد از جنگ خشم بعضی از آن‌ها در شمال غربی کوه‌های خاکستری زندگی کردند